# Anton Hahn
Anton Hahn (* 4. Oktober 1984 in Erfurt) ist ein ehemaliger deutscher Eisschnellläufer auf den Sprintstrecken.
Anton Hahn startete für den Eissportclub Erfurt. Er wurde von Peter Wild und später von Mai 2006 bis April 2007 in der zentralen deutschen Männertrainingsgruppe von Bart Schouten in Berlin trainiert. Von Mai 2007 bis Anfang 2010 trainierte Hahn, unter anderem zusammen mit Anni Friesinger, in einem von Gianni Romme betreuten Team. Im Weltcup debütierte er im Februar 2004 in Inzell. Im Dezember des folgenden Jahres erreichte er auf derselben Bahn sein bis heute bestes Weltcup-Ergebnis, einen 11. Platz.
Im November 2006 wurde er über 500 Meter erstmals Deutscher Meister. Hinzu kommen zwei Vizemeistertitel (500 Meter 2005 und im Sprintvierkampf 2006) und ein dritter Rang (Sprintvierkampf 2004). Nach der Wintersaison 2009/2010 beendete Anton Hahn seine Karriere.

## Wichtige Siege und Platzierungen
Deutsche Meisterschaften Junioren
- 5 × 1. Platz
- 2 × 2. Platz
- 2 × 3. Platz

Deutsche Meisterschaften
- 2 × 1. Platz
- 2 × 2. Platz
- 1 × 3. Platz

Aufgestellte Rekorde
- 2004: deutscher Rekord (Junioren 18/19) über 500 m und 2 × 500 m

## Eisschnelllauf-Weltcup-Platzierungen
| Platzierung | 100 m | 500 m | 1000 m | 1500 m | 5000 m | 10.000 m | Team |
| ----------- | ----- | ----- | ------ | ------ | ------ | -------- | ---- |
| 1. Platz    |       |       |        |        |        |          |      |
| 2. Platz    |       |       |        |        |        |          |      |
| 3. Platz    |       |       |        |        |        |          |      |
| Top 10      | 1     |       |        |        |        |          |      |

(Stand: 24. November 2009)